# Milton Nascimento
 (septembre 2017).
Si vous disposez d'ouvrages ou d'articles de référence ou si vous connaissez des sites web de qualité traitant du thème abordé ici, merci de compléter l'article en donnant les références utiles à sa vérifiabilité et en les liant à la section « Notes et références ».
Pour les articles homonymes, voir Nascimento.
Milton Nascimento est un chanteur, compositeur et guitariste brésilien né le 26 octobre 1942 à Rio de Janeiro. Il a composé dans de nombreux genres musicaux, tels que la musique populaire brésilienne, la samba, la pop, le rock, etc.

## Biographie
Milton Nascimento est né à Rio de Janeiro le 26 octobre 1942, sa mère est Maria do Carmo Nascimento, une femme de ménage.
Alors qu'il n'avait que quelques mois, Milton fut adopté par une famille pour laquelle sa mère avait travaillé auparavant : le couple  Josino Brito Campos (banquier, professeur de mathématiques et technicien en électronique) et  Lília Silva Campos (chanteuse dans un chœur et professeur de musique).
Alors qu'il avait 18 mois, sa mère biologique mourut, et il déménagea avec ses parents adoptifs dans la ville de Três Pontas, dans l'État brésilien du Minas Gerais.
Le jeune Milton ne se contente pas d'écouter toutes sortes de musiques. Il pratique en autodidacte d'abord l'harmonica, puis l'accordéon. Vers six ans, il organise des spectacles musicaux dans son jardin pour ses copains et à quatorze ans il reçoit sa première guitare.
En 1963 Milton s'installe à Belo Horizonte, la capitale du Minas Gerais. Le jour, il gagne sa vie dans des bureaux et la nuit, il découvre le jazz qui le fascine et se fait de nouveaux amis dont les frères Lô et Marcio Borges. Le premier lui fait connaitre The Beatles et avec le second, il vit une expérience déterminante grâce au cinéma. L'histoire raconte qu'après avoir assisté à quatre projections du Jules et Jim de François Truffaut, les deux amis, stimulés par leur découverte, se sont mis à écrire leurs premières chansons.
Nascimento fut occasionnellement DJ dans une station de radio. Il a vécu dans les quartiers de Laranjeiras et Tijuca à Rio de Janeiro.

Milton Nascimento, 1969.

Alors que sa réputation au Brésil a été établie à partir de ses compositions en duo avec son grand ami Chico Buarque, puis avec le Clube da Esquina, la percée internationale de Nascimento est venue avec son apparition sur l'album du saxophoniste Wayne Shorter « Native Dancer » en 1974 qui a commencé à lui apporter une renommée internationale et des collaborations avec les stars américaines telles que Paul Simon, Cat Stevens, George Duke et Quincy Jones. Pour Angélus (1994) il collabore avec Pat Metheny, Ron Carter, Herbie Hancock, Jack DeJohnette, Naná Vasconcelos, Jon Anderson, James Taylor et Peter Gabriel. Il interprète la chanson Cidade miniatura avec Márcio Faraco.
Il ne s'est produit qu'en de très rares occasions en France, en particulier lors d'un passage à Paris en juillet 1982 pour deux concerts exceptionnels. En juillet 1984, il participe au Nice Jazz Festival. Et à plusieurs reprises sur la scène de Jazz à Vienne.
Par amitié avec le guitariste Warren Cuccurullo, Nascimento a travaillé avec le groupe de pop rock Duran Duran en 1993. Nascimento a coécrit et enregistré la chanson Breath After Breath, présenté sur l'album de 1993 du groupe Duran Duran. Il a joué aussi en concert avec eux quand ils ont fait leur tournée au Brésil pour présenter cet album.
En 2008, Nascimento enregistre l'album Belmondo & Milton Nascimento avec les frères Lionel et Stéphane Belmondo. Il avait déjà collaboré avec ces artistes français en 1993.
Le 25 juin 2019, The New York Times liste Milton Nascimento dans la longue liste d'artistes dont le matériel original a été détruit dans l'incendie des Studios Universal en 2008.

## Discographie
- 1967: Travessia
- 1968: Courage
- 1969: Milton Nascimento
- 1970: Milton
- 1972: Clube da Esquina
- 1973: Milagre dos Peixes
- 1974: Milagre Dos Peixes: Ao Vivo
- 1975: Minas
- 1976: Geraes
- 1976: Milton (Raça)
- 1976: Maria Maria[3] sorti en 2019
- 1978: Clube da Esquina 2
- 1978: Travessia
- 1979: Journey to Dawn
- 1980: Sentinela
- 1980 : Ultimo trem[4]
- 1981: Caçador de Mim
- 1982: Anima
- 1982: Missa dos Quilombos
- 1983: Ao Vivo
- 1985: Encontros e Despedidas
- 1986: A Barca dos Amantes
- 1987: Yauaretê
- 1989: Miltons
- 1990: Canção da America
- 1990: Txai
- 1991 : Under Tokyo Skies concert avec Herbie Hancock sorti en 2010
- 1992: Noticias do Brasil
- 1993: Tres Pontas
- 1993: Angelus
- 1994: O Planeta Blue Na Estrada do Sol
- 1996: Amigo
- 1998: Tambores de Minas
- 1999: Crooner
- 2000: Nos Bailes Da Vida
- 2000: Gil & Milton (with Gilberto Gil)
- 2002: Oratorio
- 2003: Pieta
- 2003: Music for Sunday Lovers
- 2005: O Coronel e o Lobisomem
- 2008: Novas Bossas
- 2008 : Belmondo & Milton Nascimento[5] (B-Flat recordings)
- 2010 : … E A Gente Sonhando[6]
- 2015 : Tamarear avec Dudu Lima Trio
- 2024 :  Milton + esperanza  avec Esperanza Spalding (Concord Records)

## Titre académique
Le 7 mai 2016, un doctorat honoris causa lui est décerné par le Berklee College of Music.